# Ptilinopus nanus
Ptilinopus nanus là một loài chim trong họ Columbidae.